# NGC 542
NGC 542 је спирална галаксија у сазвежђу Андромеда која се налази на NGC листи објеката дубоког неба.
Деклинација објекта је + 34° 40' 34" а ректасцензија 1h 26m 30,9s. Привидна величина (магнитуда) објекта NGC 542 износи 14,8 а фотографска магнитуда 15,6. NGC 542 је још познат и под ознакама MCG 6-4-22, CGCG 521-26, HCG 10D, PGC 5360.